# Hoy más fuerte
Hoy Más Fuerte es el nombre del sexto álbum de estudio del cantante de música regional mexicana, Gerardo Ortiz. El álbum fue lanzado el 18 de mayo de 2015 por DEL Records. Este trabajo ganó 2 premios, Billboard y Premio Lo Nuestro en las categorías: Premios Billboard de la música latina al álbum regional mexicano del año y Premio Lo Nuestro al álbum del año.

## Lista de canciones
| N.º | Título                                 | Duración |  |
| 1.  | «Fuego Cruzado (Corrido)»              | 3:39     |  |
| 2.  | «¿Por Qué Terminamos? (Ranchera)»      | 3:00     |  |
| 3.  | «El Cholo (Corrido)»                   | 2:13     |  |
| 4.  | «¿Cómo? (Ranchera)»                    | 2:11     |  |
| 5.  | «Fiesta en el Dorado (Corrido)»        | 2:41     |  |
| 6.  | «El General (Corrido)»                 | 1:38     |  |
| 7.  | «Millones de Besos (Ranchera)»         | 3:38     |  |
| 8.  | «El Amigo (Corrido)»                   | 2:01     |  |
| 9.  | «El Tito (Corrido)»                    | 3:06     |  |
| 10. | «Ando Perdido (Ranchera)»              | 3:42     |  |
| 11. | «El Mini Y El Cinco (Corrido)»         | 1:53     |  |
| 12. | «Fuiste Mía (Balada)»                  | 2:10     |  |
| 13. | «Hoy Más Fuerte (Corrido)»             | 2:48     |  |
| 14. | «Contigo (Bolero)»                     | 2:17     |  |
| 15. | «Jerarquía (Corrido)»                  | 1:49     |  |
| 16. | «La Leona Y El Mandilón (Cumbia)»      | 2:29     |  |
| 17. | «El Quijote (Corrido)»                 | 2:49     |  |
| 18. | «Empieza A Olvidarme (Ranchera)»       | 2:04     |  |
| 19. | «Tony (Corrido)»                       | 2:43     |  |
| 20. | «Empiernada con la Soledad (Ranchera)» | 2:29     |  |